# Zeitmesstransponder

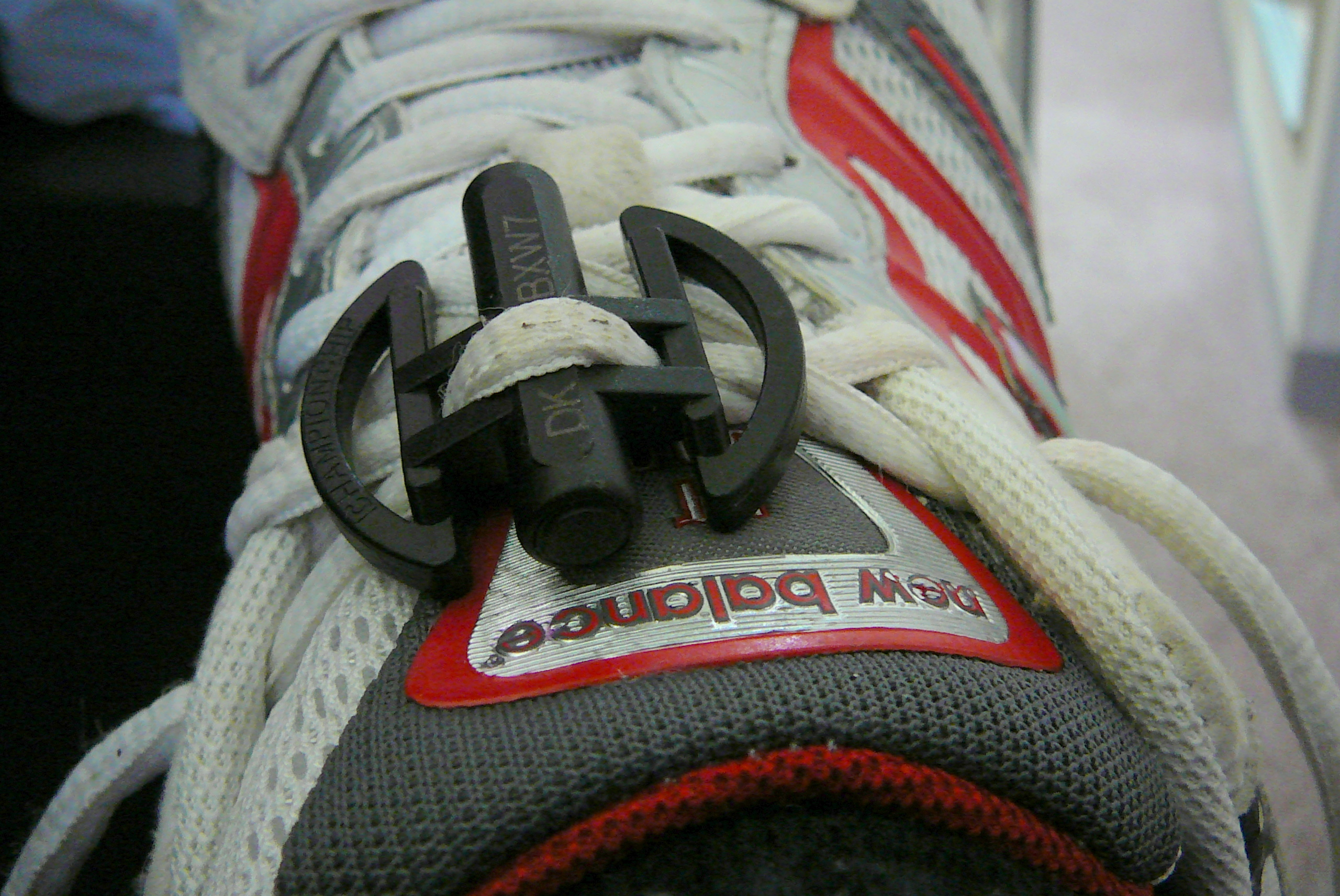
Sportschuh mit Zeitmesstransponder

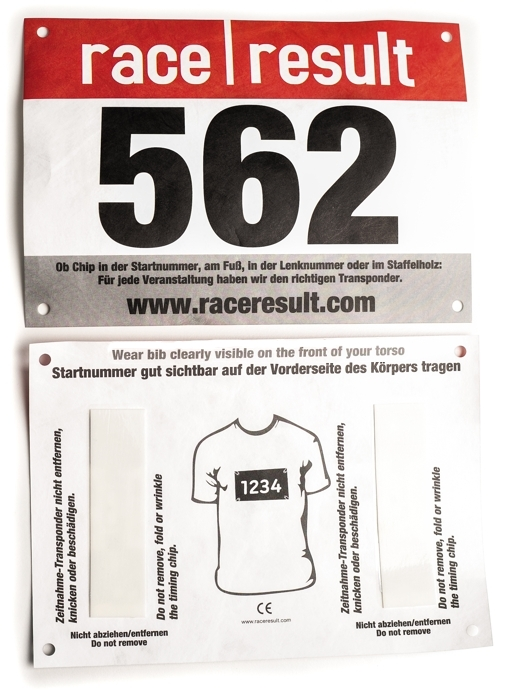
Startnummer mit integrierten Transponder

Ein Zeitmesstransponder ist ein kleiner Transponder, welcher bei Sportveranstaltungen zur Zeitnahme und Streckenkontrolle verwendet wird. Er ist damit Bestandteil der elektronischen Zeitmessung.
Zeitmesstransponder werden bei Großveranstaltungen wie Volks- und Marathonläufen, Triathlon- und Inlineveranstaltungen oder Radrennen eingesetzt. Bei der Registrierung bekommen die Teilnehmer eine Startnummer zugewiesen, welche entweder mit der ID-Nummer eines Transponders verknüpft oder direkt auf ihm gespeichert wird. Dadurch kann eine individuelle Netto- und Brutto-Zeitnahme tausender Sportler während einer Veranstaltung durchgeführt werden. 
Die Zeiten und damit auch die Anwesenheit des Teilnehmers werden nur an diskreten Orten, den Zeitmessstellen, erfasst. Zur Kontrolle der Einhaltung des Streckenverlaufes sind somit an sämtlichen kritischen Stellen Systeme zur Erfassung von Zwischenzeiten vorzusehen.

## Geschichte
RFID-Laufchips wurden 1993 von Studenten der Universität Nijmegen entwickelt und erstmals beim dortigen Zevenheuvelenloop getestet. Im folgenden Jahr kamen sie beim Berlin-Marathon zum Einsatz. Aufgrund der Schlichtheit und einer hohen Messgenauigkeit werden RFID-Systeme zur individuellen Zeiterfassung auch bei kleinen Veranstaltungen eingesetzt. 

## Technik
Der Transponder sendet seine ID-Nummer an das Zeitmesssystem. Start-, Ziel- und eine beliebige Anzahl von Zwischenzeiten können registriert und den Sportlern zugeordnet werden. Die Daten sind in Echtzeit für Teilnehmer, die Presse, das Fernsehen und das Internet verfügbar. Bei wichtigen Veranstaltungen werden für passive Systeme meist unmittelbar hintereinander liegende Doppelmatten eingesetzt, um eine höhere Zuverlässigkeit zu gewährleisten. Bei aktiven Systemen ist dies nicht notwendig.

### Passive RFID-Systeme
Als passives System werden alle Technologien bezeichnet, bei denen der vom Teilnehmer getragene Transponder (Tag) keine eigene Batterie hat. Er wird vom Timing-System über Induktion (meistens 125 kHz oder 13,56 MHz) oder elektromagnetische Strahlung (UHF, siehe unten) mit Energie versorgt. Solche Tags erfassen und verarbeiten beim Wettkampf keine Daten, sondern verkünden einzig ihre Anwesenheit im Bereich der Empfangsantenne.

#### UHF Gen2
Bei Breitensportveranstaltungen haben sich UHF Gen2-Tags durchgesetzt, welche in Deutschland bei 865,6…867,6 MHz arbeiten und aufgrund der Verbreitung sehr günstig zu erwerben sind. 
Hierzu sind ein oder zwei Tags (Antenne + Microchip) auf der Rückseite der Startnummer (Bib) aufgebracht. Die Tags sind üblicherweise nicht rückgabepflichtig oder bepfandet, sondern können nach der Veranstaltung vom Teilnehmer mitsamt der Startnummer mit nach Hause genommen oder entsorgt werden. Bei entsprechenden Anbietern können die Startnummern direkt mit fertig programmierten Chips und aufgeklebten Tags bestellt werden, sodass sich für den Zeitnehmer der Aufwand vor Ort auf den Aufbau des Systems und die Ausgabe der Startnummern beschränkt.
Für Veranstaltungen mit Wasserkontakt (z. B. Triathlon) werden weiterhin mehrfach verwendbare, gekapselte Tags wie der Hutag eingesetzt, welcher meistens am Bein getragen werden.

#### Proprietäre Systeme

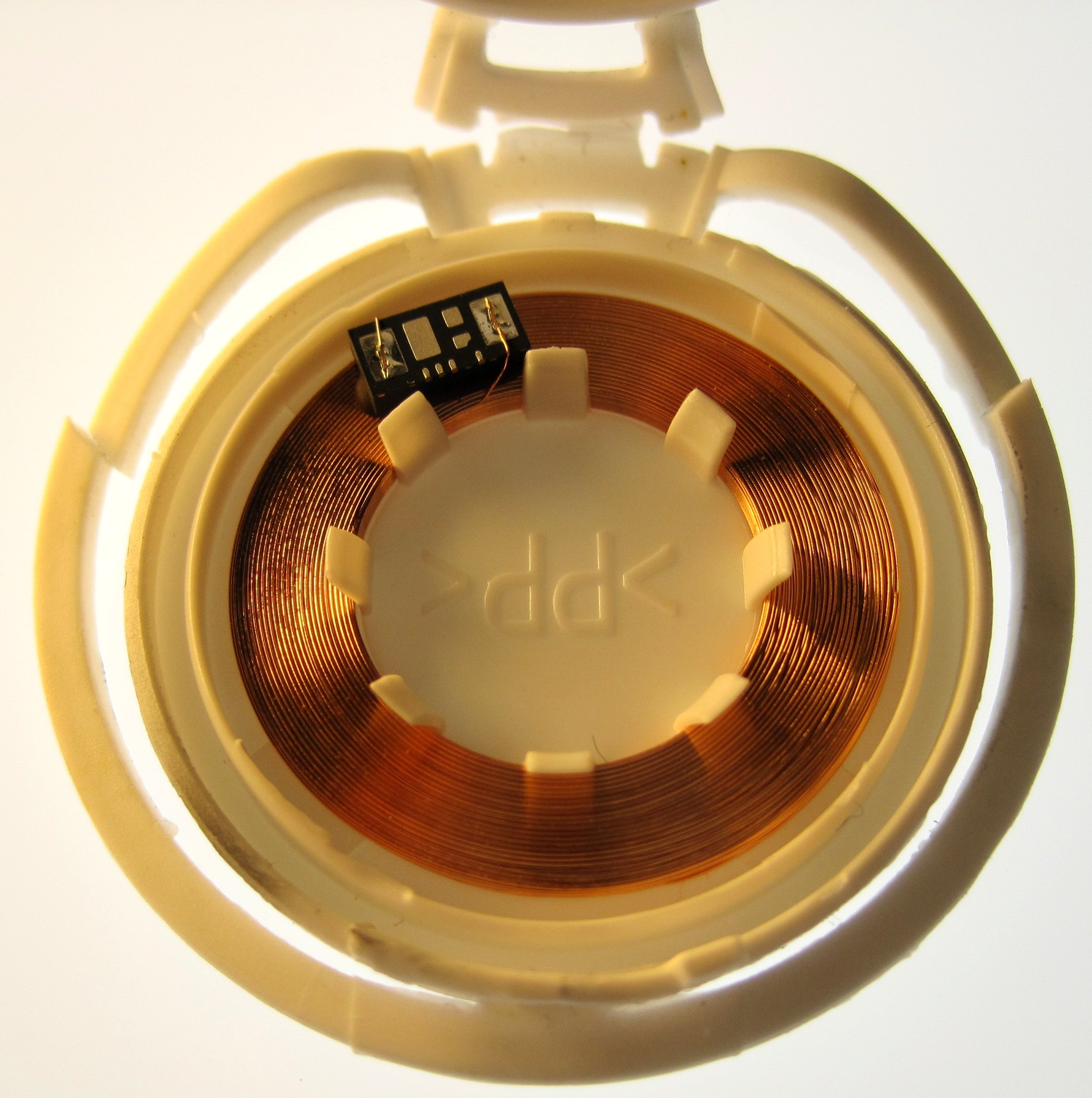
Geöffneter 125-kHz-RFID-Tag der Firma mika:timing GmbH. Außendurchmesser der Spule: 24 mm.

Vor dem Siegeszug von UHF Gen2 war der Markt zwischen vielen, einzelnen Anbietern aufgespalten. Aufgrund der Produktionskosten für einzelne Transponder mussten diese meistens von den Teilnehmern gekauft werden oder veranstaltungsweise gemietet werden. Dafür war ein einmalig gekaufter Transponder auf sämtlichen Veranstaltungen, die Systeme desselben Herstellers einsetzten, verwendbar.
Lange Zeit war hier der sogenannte ChampionChip (mika:timing GmbH) Marktführer. Aufgrund der besseren Detektionsleistung und einfacheren Handhabung der UHF-Systeme werden deren niederfrequente Systeme jedoch langsam vom Markt verdrängt.

### Aktive Transponder
Für hochrangige Wettkämpfe werden immer häufiger aktive Transponder eingesetzt. Sie enthalten eine Batterie. 

#### Aktive Tags

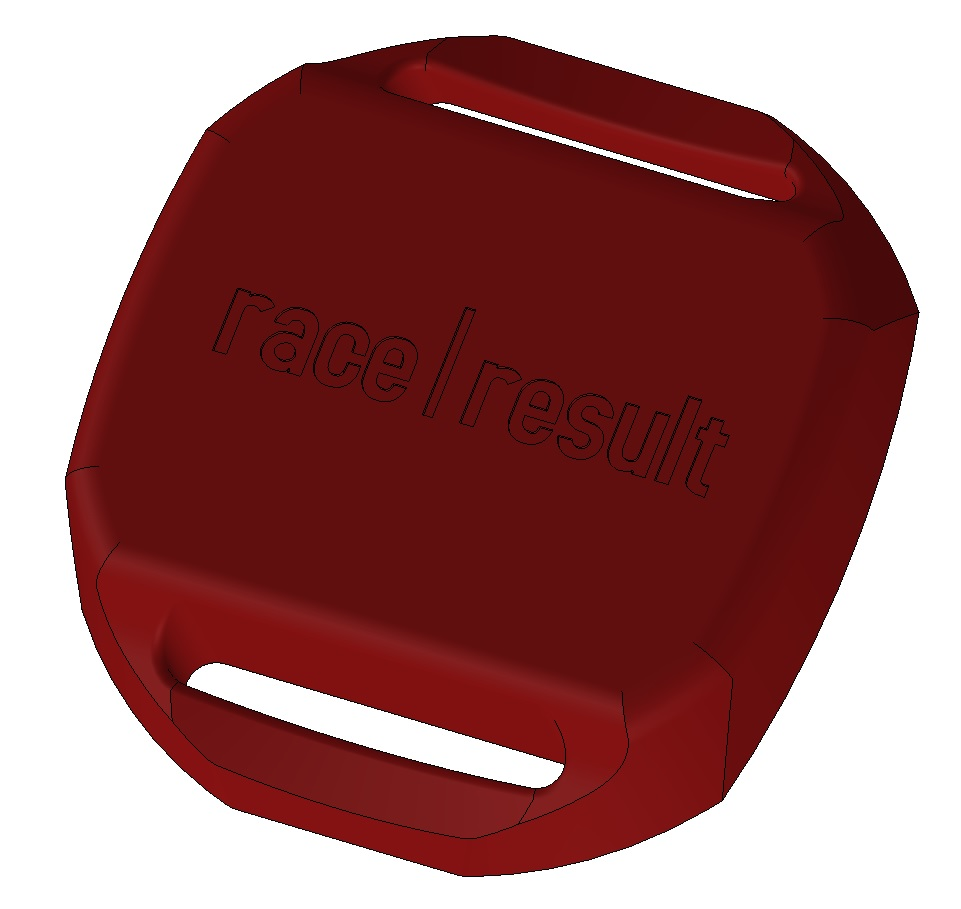
Aktiv-Transponder

Aktive Systeme arbeiten meistens auf zwei Frequenzen, einer niedrigen für die Detektionslinie (die sogenannte Loop, zum Beispiel 125 kHz) zum Auslösen der Detektion, und einer hohen mit größerer Reichweite für die eigentliche Kommunikation mit dem Timing-System (zum Beispiel 2,4 GHz). Dies bietet Vorteile wie höhere zeitliche Genauigkeit und sicherere Auslösung sowie teilweise erweiterte Funktionen. Dazu zählen je nach System unter anderem:
- Zwischenzeitnahme im Transponder: an einem abgelegenen Punkt ohne Internetzugang und Handynetz kann eine Uhr im Transponder gestartet werden, und der Transponder somit beim nächsten überqueren eines regulären Zeitmesspunktes das Überqueren des Punktes mitsamt Zeitpunkt quittieren.
- Erhöhte Detektionssicherheit: der Transponder übermittelt den Zeitpunkt der Detektionsauslösung so lange, bis deren Empfang vom Timing-System bestätigt wurde. Somit kann keine Auslösung verloren gehen.
- Keine Kollisionen: Bei passiven Systemen senden prinzipbedingt alle Transponder auf der Detektionslinie gleichzeitig. Bei aktiven Systemen können bei belegtem Kanal Detektionen auch noch Sekunden nach dem Überqueren der Detektionslinie übermittelt werden, womit mehrere 100 Transponder gleichzeitig ausgelöst werden können.

Es gibt Transponder mit wiederaufladbaren Akkus, festen Batterien (mit Laufzeiten von bis zu 7 Jahren) sowie für Fahrzeuge auch Transponder mit externem Anschluss für die Versorgungsspannung.

#### Das GPS nutzende Systeme
Systeme, die das Global Positioning System (GPS) nutzen, werden teilweise eingesetzt, konnten sich aber bisher nicht durchsetzen. Der hohe Energieverbrauch und damit verbundenes häufiges Aufladen, die Kosten für die Tracker sowie die Überlastung der Mobilfunknetze bei gleichzeitig tausenden Transpondern in einer Netzzelle sind bisher nicht gelöste Probleme.

## Vorteile
Der Zeitmesstransponder ermöglicht eine vollautomatische Zeiterfassung und Auswertung. Die Ergebnislisten können bereits mit dem Zieleinlauf eines jeden Teilnehmers erstellt werden, menschliche Fehler werden vermieden. 
Durch Transponder ist überhaupt erst die Nettozeitmessung möglich, da nur so die Zeit beim Überqueren der Startlinie für jeden Teilnehmer einzeln feststellbar ist. Für Siegerehrungen zählt trotzdem weiterhin die Bruttozeit (vergangene Zeit seit dem Startschuss), da sie das geringste Missbrauchspotential birgt.
Die einzelnen Antennenmatten (in Form und Funktion einer Kabelbrücke ähnelnd, je nach System mit Drahtschleifen oder Antennenelementen ausgestattet) sind modular einsetzbar, das heißt, sie können an unterschiedlichen Punkten sowie in verschiedenen Breiten verwendet werden. So werden beim Berlin-Marathon derzeit Systembreiten von bis zu 16 Metern (quer zur Bewegungsrichtung) eingesetzt. Auf diese Weise kann eine hohe Anzahl von Sportlern gleichzeitig einen bestimmten Zeitmesspunkt überqueren. Bei Massenläufen oft auftretende Wartezeiten im Startbereich oder Verzögerungen bei Kontrollpunkten und im Zielbereich werden vermieden.

## Nachteile
Bei den ersten passiven Systemen sind häufig Probleme aufgetreten. Liegt die Empfangsspule senkrecht zur Sendespule der Antennenmatten oder zu weit entfernt von ihr, wird keine Spannung induziert, der Chip bleibt stumm. Das Problem trat besonders dann auf, wenn der Tag nicht am Schuh oder Knöchel, sondern am Körper getragen wurde. Beim Tragen am Schuh oder Knöchel wird jedoch nicht der Rumpf des Läufers gemessen, wie es die IAAF-Regeln vorschreiben.
Mit UHF Gen2 ist die Leistung ausreichend, um auch noch auf Kopfhöhe sichere Detektionen gewährleisten zu können. Die Polarisationsrichtung der Antennen in Transponder und Antennenmatte auf dem Boden muss aber weiterhin übereinstimmen.
Bei aktuellen aktiven Systemen wird durch eine 3D-Spule sichergestellt, dass diese komplett unabhängig von der Ausrichtung auslösen können.
Zusätzlich wird bei hochklassigen Veranstaltungen trotzdem weiterhin auf eine Zielkamera gesetzt, auch um eine Wertung durch Redundanz auf jeden Fall sicherzustellen.

## Anbieter
Die meisten Anbieter haben aktive und passive Systeme im Angebot. Verbreitet am Markt sind unter anderem:
- MYLAPS mit ChampionChip, ChipX (passiv) und TranX (aktiv)
- race|result mit dem race|result Passiv-System (UHF Gen2) und  race|result Aktiv-System (aktiv)
- Micro Talk Systems mit J-Chip (aktiv)
- Smartrac-Transponder (DogBone) als Produzent von Gen2-UHF-Chips, die beliebig programmiert werden können.
- mika:timing mit ChampionChip und MikaTag

## Galerie

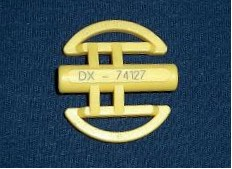
Stabförmiger RFID-Transponder von ChampionChip, Gewicht ca. 4 g
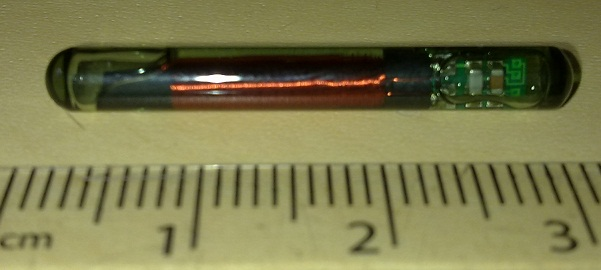
Freigelegter Chip mit Ferritstabantenne
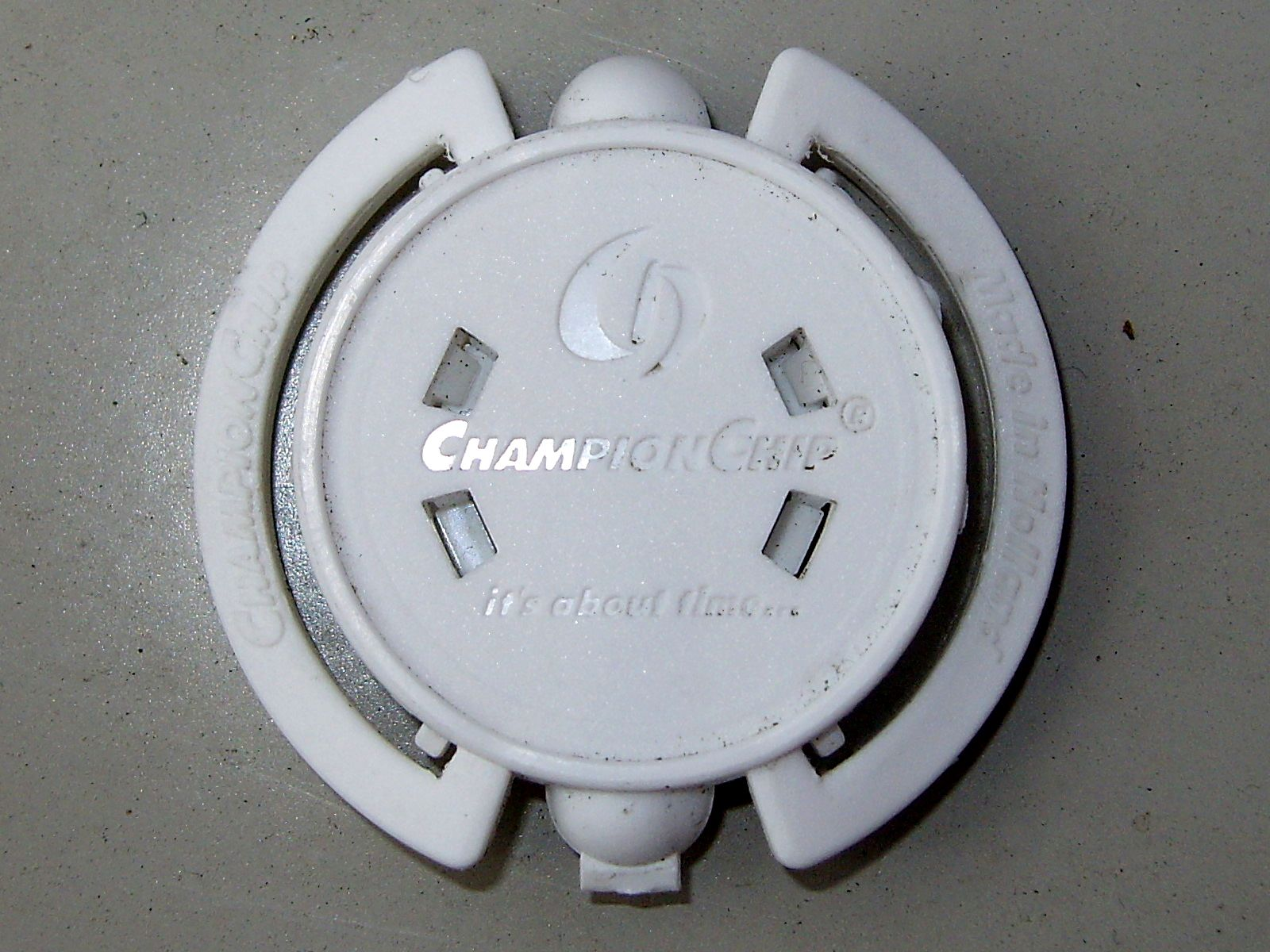
Flacher RFID-Chip, 38 mm Durchmesser, Gewicht um 3 g.
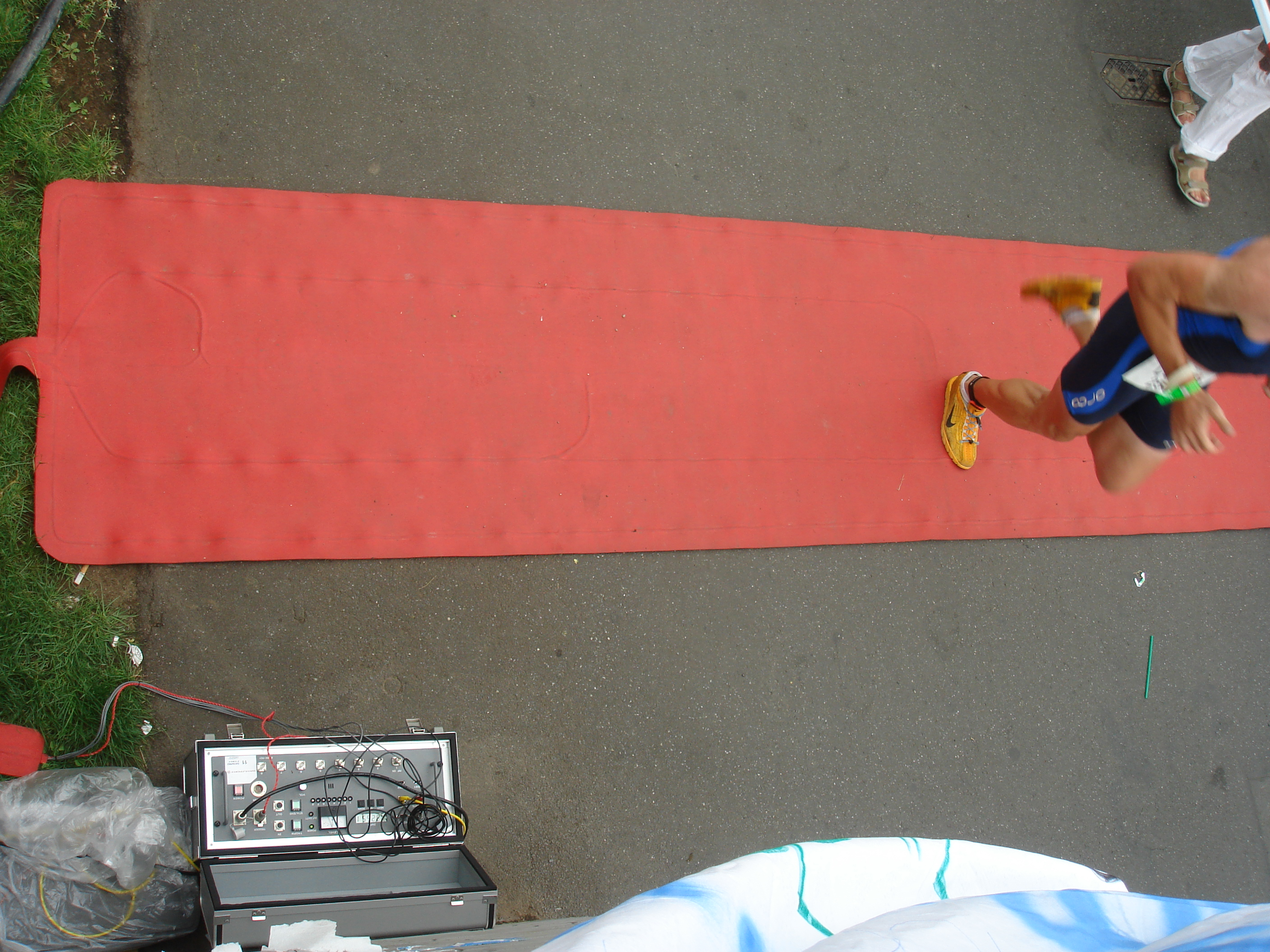
System beim Marathon des Ironman Germany 2007. Der Transponder ist an dem schwarz-roten Band am Knöchel untergebracht
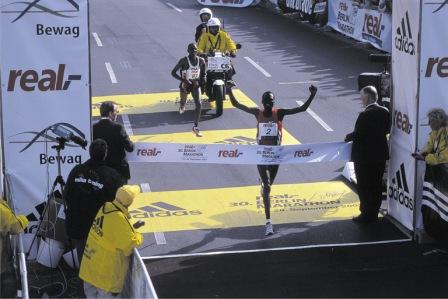
Zielsystem des Berlin-Marathon 2003 beim Marathon-Weltrekord von Paul Tergat (Kenia) in 2:04:55 Stunden